# Olympic Thiên văn học Quốc tế
Olympic Thiên văn học Quốc tế (tiếng Anh: International Astronomy Olympiad, viết tắt: IAO) là một sự kiện khoa học-giáo dục thiên văn học quốc tế chính thức thường niên dành cho học sinh trung học trong độ tuổi từ 14 đến 18, trong đó có cuộc thi trí tuệ giữa những học sinh này. Đây là một trong những Olympic Khoa học Quốc tế.
Hội thiên văn học Á - Âu đã sáng lập IAO vào năm 1996.

## Nội dung các vòng thi
Phần thi của IAO gồm có 3 vòng: lý thuyết, quan sát, và thực hành. Vấn đề của vòng thi lý thuyết liên quan đến các vấn đề cổ điển trong các nhánh của thiên văn học, vật lý thiên văn, vật lý không gian và hành tinh, và có thể cả các tình huống giả định. Vòng thi quan sát liên quan đến việc xác định các sao, chòm sao, đánh giá kích thước sao và khoảng cách góc, làm việc với kính viễn vọng (kính thiên văn) hoặc các thiết bị quan sát khác. Vòng thi thực hành bao gồm các vấn đề dựa trên các kết quả dữ liệu quan sát, các giải pháp đề nghị phân tích những dữ liệu này.

## Mục đích cuộc thi
Các vấn đề IAO nhằm mục đích phát triển trí tưởng tượng, sáng tạo và tư duy độc lập. Chúng kích thích học sinh nhận ra vấn đề một cách độc lập, chọn mô hình, và đặt ra các giả thiết cần thiết, đánh giá, kèm theo các phép toán logic và tính toán theo nhiều cách khác nhau. Các vòng thi không phải là các bài kiểm tra tốc độ, trí nhớ hay kiến thức về các sự kiện và dữ liệu chính thức, tất cả các dữ liệu cơ bản và sự kiện chính thức đều được cung cấp cho học sinh. Cách giải quyết vấn đề là ưu tiên số một trong việc đánh giá giải pháp của thí sinh, còn câu trả lời đúng đắn và chính thức sau cùng như công thức hay giá trị số không đóng vai trò quyết định trong việc đánh giá. Các thí sinh nên có khả năng chứng tỏ năng lực phân tích, chứ không chỉ làm tất cả các thủ tục tuân theo những luật lệ cứng nhắc. Ban giám khảo cũng không đòi hỏi thí sinh phải tuân theo cách giải đã được tác giả hoặc người soạn đề bài viết ra.
Olympic Thiên văn học quốc tế được thực hiện trên tinh thần hữu nghị và lòng khoan dung. Sự cạnh tranh chính là một tác nhân kích thích cho việc chứng tỏ khả năng của thí sinh, nhưng các mối liên lạc, việc trao đổi ý kiến và hợp tác giữa học sinh, giáo viên và các nhà khoa học đến từ nhiều nước khác nhau có một tầm quan trọng chính. Cuộc tranh tài tại IAO không phải là phần duy nhất của chương trình.

## Đối tượng dự thi
Các học sinh tham gia IAO được tuyển chọn từ các Trại và Olympic Quốc gia của các nước tham dự.
Các đội tham gia IAO truyền thống là Armenia, Brasil, Bulgaria, Trung Quốc, Estonia, Ấn Độ, Indonesia,  Ý, Hàn Quốc, Litva, Moscow Land, România, Nga, Thụy Điển, Serbia, và Thái Lan. Krym, Ukraina và Belarus tham gia không đều đặn. Croatia, Cộng hòa Séc và Kazakhstan đã tham gia cuộc thi vào những năm gần đây. Một ít nước có dự định gia nhập IAO trong tương lai gần.
Moscow Land và Krym gửi các đội riêng khác Nga và Ukraina. Theo các nhà tổ chức Olympic thiên văn học mở rộng lâu nhất (từ thập niên 1940), và theo sứ mạng lịch sử của họ trong việc hình thành và phát triển IAO, họ được xem là các quốc gia độc lập với đầy đủ quyền và nghĩa vụ.

## Danh sách các kỳ IAO
| Olympic lần thứ | Năm  | Ngày                     | Múi giờ     | Thành phố               | Quốc gia   | Số quốc gia tham dự | Số quốc gia quan sát viên |
| --------------- | ---- | ------------------------ | ----------- | ----------------------- | ---------- | ------------------- | ------------------------- |
| I               | 1996 | 1-9 tháng 11             | UT+3        | Nizhniy Arkhyz          | Nga        | 4                   | 1                         |
| II              | 1997 | 21-28 tháng 10           | UT+4 / UT+3 | Nizhniy Arkhyz          | Nga        | 4                   | 0                         |
| III             | 1998 | 20-27 tháng 10           | UT+4 / UT+3 | Nizhniy Arkhyz          | Nga        | 5                   | 1                         |
| IV              | 1999 | 25 tháng 9 - 2 tháng 10  | UT+3        | Nauchnyj                | Crimea     | 7                   | 2                         |
| V               | 2000 | 20-27 tháng 10           | UT+4        | Nizhniy Arkhyz          | Nga        | 8                   | 0                         |
| VI              | 2001 | 26 tháng 9 - 3 tháng 10  | UT+3        | Nauchnyj                | Crimea     | 7                   | 2                         |
| VII             | 2002 | 22-29 tháng 10           | UT+4 / UT+3 | Nizhniy Arkhyz          | Nga        | 11                  | 0                         |
| VIII            | 2003 | 3-8 tháng 10             | UT+2        | Stockholm               | Thụy Điển  | 13                  | 2                         |
| IX              | 2004 | 1-9 tháng 10             | UT+3        | Simeiz                  | Crimea     | 18                  | 0                         |
| X               | 2005 | 25 tháng 10 - 2 tháng 11 | UT+8        | Bắc Kinh                | Trung Quốc | 15                  | 2                         |
| XI              | 2006 | 10-19 tháng 11           | UT+5:30     | Bombay                  | Ấn Độ      | 16                  | 3                         |
| XII             | 2007 | 29 tháng 9 - 7 tháng 10  | UT+3        | Simeiz                  | Crimea     | 23                  | 1                         |
| XIII            | 2008 | 13-21 tháng 10           | UT+2        | Trieste                 | Ý          | 19                  | 1                         |
| XIV             | 2009 | 8-16 tháng 11            | UT+8        | Hàng Châu               | Trung Quốc | 17                  | 1                         |
| XV              | 2010 | 16-24 tháng 10           | UT+3        | Sudak                   | Crimea     | 19                  | 0                         |
| XVI             | 2011 | 22-30 tháng 9            | UT+6        | Almaty                  | Kazakhstan | 19                  | 2                         |
| XVII            | 2012 | 16-24 tháng 10           | UT+9        | Gwangju                 | Hàn Quốc   | 20                  | 2                         |
| XVIII           | 2013 | 6-14 tháng 9             | UT+3        | Vilnius                 | Litva      | 20                  | 0                         |
| XIX             | 2014 | 12-21 tháng 10           | UT+6        | Bishkek - Cholpon - Ata | Kyrgyzstan | 17                  | 0                         |
| XX              | 2015 | 15-23 tháng 10           | UT+3        | Kazan                   | Nga        | 13                  | 0                         |
| XXI             | 2016 | 5-13 tháng 10            | UT+3        | Smolyan - Pamporovo     | Bulgaria   | 16                  | 0                         |
| XXII            | 2017 | 27 tháng 10 - 4 tháng 11 | UT+8        | Uy Hải                  | Trung Quốc | 14                  | 1                         |
| XXIII           | 2018 | 6-14 tháng 10            | UT+5:30     | Colombo                 | Sri Lanka  | 19                  | 0                         |